# First Samurai
The First Samurai är ett datorspel från 1991 Huvudpersonen är en samuraj.
Spelet skapades ursprungligen för Amiga och porterades senare till AST, C64, DOS och SNES.

### Fotnoter
1. ↑  Technical information for First Samurai på Mobygames